# Завод МТВЕ в Джубайлі (Ibn Sina)
Завод МТВЕ в Джубайлі (Ibn Sina) – підприємство у центрі саудівської нафтохімічної промисловості Джубайлі, котре здійснює випуск високооктанової паливної присадки – метилтретинного бутилового етеру (MTBE).
З 1980-х років у Джубайлі здійснювало виробництво метанола створене на паритетних засадах спільне підприємство місцевої нафтохімічної корпорації SABIC та CTE Petrochemicals Company (в свою чергу належить у рівних долях Celanese та Duke Energy). А в 1989-му на цьому майданчику почали продукувати MTBE, який отримують реакцією метанола з ізобутиленом. Останній виробляла установка дегідрогенізації ізобутану, котрий, в свою чергу, випускала установка ізомеризації бутана.  Потужність Ibn Sina по MTBE становила 16,3 тисяч барелів на добу або 700 тисяч тон на рік.
Необхідна сировина — бутан — надходить до Джубайлю по багатонитковим системам Джуайма – Джубайль та Васіт – Джубайль (остання стала до ладу у другій половині 2010-х). В подальшому бутан зможе надходити по багатонитковим системам Танаджиб – Джубайль (з середини 2020-х) та Ріяс – Джубайль (з другої половини 2020-х).
Можливо також відзначити, що станом на кінець 1990-х в Джубайлі працювало ще два заводи з випуску MTBE, створені спільними підприємствами Ibn Zahr та Sadaf.